# Гай Требий Максим
Гай Требий Максим (на латински: Gaius Trebius Maximus) е сенатор на Римската империя през 2 век.
През 122 г. той е суфектконсул заедно с Тит Калестрий Тирон Орбий Сперат.